# Invenzione della tradizione
L'invenzione della tradizione, così come la tradizione inventata, sono concetti introdotti nel 1983 con la pubblicazione di un libro, oggi divenuto un classico, curato da Eric Hobsbawm e Terence Ranger, The Invention of Tradition, edito per la Cambridge University Press. Il libro è strutturato come una silloge coordinata e multidisciplinare di casi di studio, esposti da storici e antropologi, e preceduti da un'introduzione teorica.
Nel saggio introduttivo, Hobsbawm ipotizza che molte «...tradizioni che ci appaiano, o si pretendono, antiche hanno spesso un'origine piuttosto recente, e talvolta sono inventate di sana pianta». L'invenzione, molto spesso, è il frutto di un singolo atto volitivo o avviene attraverso un più articolato processo creativo che si realizza, comunque, in un breve arco di tempo.
Le "tradizioni inventate" sono spesso l'elaborazione di una risposta a tempi di crisi, a epoche di rapido cambiamento sociale, alla necessità di fronteggiare nuove situazioni; il richiamo al passato serve allora per acquistare a se stesse una forma di legittimità.

## Concetto
Secondo la definizione di Hobsbawm,
Per «tradizione inventata» s'intende un insieme di pratiche, in genere regolate da norme apertamente o tacitamente accettate, e dotate di una natura rituale o simbolica, che si propongono di inculcare determinati valori e norme di comportamento ripetitive nelle quali è automaticamente implicita la continuità col passato. Di fatto, laddove è possibile, tentano in genere di affermare la propria continuità con un passato storico opportunamente selezionato. [...]
Comunque sia, laddove si dà un riferimento ad un determinato passato storico, è caratteristico delle tradizioni "inventare" il fatto che l'aspetto della continuità sia in larga misura fittizio. In poche parole, si tratta di risposte a situazioni affatto nuove, che assumono la forma di riferimenti a situazioni antiche, o che si costruiscono un passato proprio attraverso la ripetitività quasi obbligatoria.".
Invenzioni di questo tipo ricorrerebbero con tale frequenza nel corso della storia che, a dire dell'autore, «...non esiste probabilmente un'epoca o un luogo di cui gli storici si siano occupati che non abbia assistito all'"invenzione" di una tradizione intesa in questo senso».

### Funzione sociale e valore antropologico delle "invenzioni"
Le invenzioni sembrano appartenere a tre gruppi, in base alla funzione sociale assolta: 
- quelle che stabilivano o simbolizzavano la coesione sociale o l'appartenenza a gruppi e a comunità, reali o artificiali;
- quelle che davano legittimazione e fondamento a istituzioni, status, gerarchie sociali o rapporti di autorità;
- quelle il cui scopo principale era la socializzazione e l'inculcamento di credenze, di sistemi di valori, di habitus mentali e culturali, di codici convenzionali di comportamento[6].

Si tratta di tre aree in parte sovrapposte, dal momento che, ad esempio, la prima funzione è spesso ritenuta in grado di affermare e implicare le rimanenti due.

### Distinzioni tra "inventare" tradizioni e "iniziare" nuove tradizioni
Gli autori distinguono l'"invenzione" di tradizioni, nel senso descritto, da un differente processo, consistente nel far "partire" o "dare principio" a una nuova tradizione, senza però rivendicarne antiche origini. Il fenomeno dell'invenzione, per gli autori, è particolarmente chiaro nello sviluppo moderno della nazione e del nazionalismo.
A volte è immediato individuare una tradizione inventata, come è il caso dei boy-scout che, per quanto inventata da Robert Baden-Powell e dai primi gruppi scout ad inizio '900, non affermava o avocava a sé antiche origini, o anche le cerimonie solenni che costellano la vita pubblica dei vari stati, ma spesso è più difficile comprendere la nascita di una tradizione inventata quando essa si mostra a prima vista in maniera informale, in cerchie private, o quando si innesta su una tradizione anteriore. Infatti, a fianco di invenzioni di vasta portata, Hobsbawm avverte dell'esistenza di innovazioni inventive della tradizione che agiscono su piccola scala e si rivelano in maniera meno plateale. In altri casi, si tratta di adattamento di vecchie tradizioni a nuovi scopi. In altri casi, l'invenzione del nuovo passa attraverso la riproposizione di vecchie tradizioni, tanto da potersi parlare, in questo caso, di una "reinvenzione" della tradizione.

## Implicazioni
Un'implicazione del concetto è che anche la netta distinzione tra "tradizione" e "modernità" è spesso essa stessa frutto di "invenzione". 
Il concetto è «...assai pertinente all'innovazione storica relativamente recente, la "nazione", con i fenomeni a essa associati: nazionalismo, stato-nazione, simboli nazionali, storie, e così via». Hobsbawm e Ranger commentano sul curioso ma incomprensibile paradosso: le nazioni moderne e tutto il loro apparato, rivendicano di essere all'opposto del romanzo, cioè radicate nella più remota antichità, e l'opposto del costruito, vale a dire comunità umane così naturali da non richiedere altra definizione se non la semplice auto-asserzione.
Un'altra implicazione riguarda l'"autenticità", un concetto che, se considerato nell'ottica dell'"inventiva", risulta anch'esso da mettere in discussione.

### Ruolo dello storico nel processo di invenzione
Un'importante implicazione riguarda il mestiere dello storico: essa tocca l'oggetto della sua ricerca e il senso stesso del suo lavoro, investendo, più in generale, il tema profondo del rapporto dell'uomo con il proprio passato: poiché la funzione di compattamento e di consolidamento della coesione sociale assolta dal processo di invenzione della tradizione fornisce legittimazione all'agire di un gruppo, e poiché la tradizione inventata fa appello alla storia per avocare su di sé una forma di legittimità, ne consegue che gli storici stessi, con il loro incessante "creare, demolire e ristrutturare immagini del passato", partecipano, anche inconsapevolmente, a delineare il retroterra a cui l'invenzione della tradizione potrà attingere e fare riferimento.
Gli storici contemporanei devono quindi avere consapevolezza del fatto che, indipendentemente dalla loro volontà e dagli obiettivi che essi si prefiggono, i loro risultati non rimangono confinati al loro settore scientifico ma finiranno per incidere anche sulla "sfera pubblica dell'uomo in quanto essere politico", prestandosi pertanto a ogni uso politico e strumentale.

## Ricezione critica del paradigma
Peter Burke ha notato che «..."invenzione della tradizione" è una frase splendidamente sovversiva...» che tuttavia «...nasconde gravi ambiguità». Hobsbawm «contrasta le tradizioni inventate con quella che egli chiama "la forza e l'adattabilità delle tradizioni genuine". Ma dove finisce la sua adattabilità (o la flessibilità della sua collega Ranger) e dove comincia l'invenzione? Dato che tutte le tradizioni si evolvono, è possibile o utile tentare di discriminare le antiche "genuine" dalle false?» Un altro recensore ha anche apprezzato l'alta qualità degli articoli, esprimendo però qualche riserva: «Tali distinzioni [tra tradizioni inventate e autentiche, n.d.r.], si risolvono tutte, in definitiva, in quella tra genuino e spurio, una distinzione che può essere insostenibile dal momento che tutte le tradizioni (al pari di ogni fenomeno simbolico) sono creazioni umane ("spurie") piuttosto che dati di natura ("genuine").» Quest'ultima affermazione è però essa stessa spuria in quanto il "dato di natura" è comunque una convenzione dell'uomo, del punto di vista antropocentrico, e se quindi si vuole percorrere questa strada fino in fondo essa non porta che all'assurdo visto l'impossibilità dell'uomo di "autoespungersi" dal processo analitico: in sostanza la costante "uomo", e in particolare tra le altre proprio la Tradizione di appartenenza dell'"osservatore umano", è incomprimibile e non sottraibile da qualunque equazione, inquinando irrimediabilmente il "dato". 
Rimane infine l'ipotesi, teorizzata ad esempio in alcuni studi sui Simboli e sulla psicologia ad orientamento transpersonale, che le Tradizioni abbiano natura numinosa e come tale trascendentale, come oppure fenomeni rilevati empiricamente attinenti allo psichismo o super-conscio personale o sub-conscio collettivo, aderendo quindi in ultima analisi al campo del non investigabile scientificamente come è per le radici del Sacro.

### Applicazioni
Sia il termine sia il concetto sono stati applicati a una vasta gamma di fenomeni culturali, che spaziano dalla Bibbia e il sionismo alle arti marziali del Giappone, al "mito delle Highlands" in Scozia, alle tradizioni delle religioni maggiori, solo per menzionarne alcune. Il concetto ha esercitato la sua influenza sull'uso di paradigmi correlati, come le "comunità immaginate" di Benedict Anderson e il cosiddetto effetto pizza.